# Międzymorze (deptak)
Międzymorze – reprezentacyjny deptak w Juracie, przebiegający w poprzek Mierzei Helskiej. Łączy plażę od strony otwartego morza z wybrzeżem Zatoki Puckiej. Długość deptaku jest równa szerokości mierzei i wynosi około 600 metrów.

## Przebieg
Na północy deptak zaczyna się wyjściem na plażę. Następnie przebiega w kierunku południowo-zachodnim. Przecina linię kolejową, al. Wojska Polskiego, ul. Ratibora i ul. Mestwera. Kończy się na wybrzeżu Zatoki Puckiej. Przedłużeniem Międzymorza od strony zatoki jest molo w Juracie.